# صالح وطالح (مسلسل)
صالح وطالح، مسلسل كويتي، من إخراج محمد دحام، وتأليف مبارك الحشاش. المسلسل من بطولة: غانم الصالح، وخالد البريكي، وطيف، ومحمد العجيمي.